# USS Barbel (SS-316)
USS Barbel (SS-316) là một  tàu ngầm lớp Balao từng phục vụ cùng Hải quân Hoa Kỳ trong Chiến tranh Thế giới thứ hai. Nó là chiếc tàu chiến đầu tiên của Hải quân Hoa Kỳ được đặt cái tên này, theo tên loài cá barbel hay cá râu thông thường. Nó đã phục vụ trong Thế Chiến II, thực hiện được bốn chuyến tuần tra và đánh chìm sáu tàu Nhật Bản với tổng tải trọng 15.263 tấn. Trong chuyến tuần tra cuối cùng, con tàu bị máy bay tuần tra Nhật Bản ném bom đánh chìm ngoài khơi Palawan, Philippines vào ngày 4 tháng 2, 1945. Barbel được tặng thưởng ba Ngôi sao Chiến trận do thành tích phục vụ trong Thế Chiến II.

## Thiết kế và chế tạo
Thiết kế của lớp Balao được cải tiến dựa trên  tàu ngầm lớp Gato dẫn trước, là một kiểu tàu ngầm hạm đội có tốc độ trên mặt nước cao, tầm hoạt động xa và vũ khí mạnh để tháp tùng hạm đội chiến trận. Khác biệt chính so với lớp Gato là ở cấu trúc lườn chịu áp lực bên trong dày hơn, và sử dụng thép có độ đàn hồi cao (HTS: High-Tensile Steel), cho phép lặn sâu hơn đến 400 ft (120 m). Con tàu dài 311 ft 9 in (95,02 m) và có trọng lượng choán nước 1.526 tấn Anh (1.550 t) khi nổi và 2.424 tấn Anh (2.463 t) khi lặn. Chúng trang bị động cơ diesel dẫn động máy phát điện để cung cấp điện năng cho bốn động cơ điện, đạt được công suất 5.400 shp (4.000 kW) khi nổi và 2.740 shp (2.040 kW) khi lặn, cho phép đạt tốc độ tối đa 20,25 hải lý trên giờ (37,50 km/h) và 8,75 hải lý trên giờ (16,21 km/h) tương ứng. Tầm xa hoạt động là 11.000 hải lý (20.000 km) khi đi trên mặt nước ở tốc độ 10 hải lý trên giờ (19 km/h) và có thể hoạt động kéo dài đến 75 ngày.
Tương tự như lớp Gato dẫn trước, lớp Balao được trang bị mười ống phóng ngư lôi 21 in (530 mm), gồm sáu ống trước mũi và bốn ống phía phía đuôi tàu, chúng mang theo tối đa 24 quả ngư lôi. Vũ khí trên boong tàu gồm một hải pháo 4 inch/50 caliber, một khẩu pháo phòng không Bofors 40 mm nòng đơn và một khẩu đội Oerlikon 20 mm nòng đôi, kèm theo hai súng máy .50 caliber. Trên tháp chỉ huy, ngoài hai kính tiềm vọng, nó còn trang bị ăn-ten radar SD phòng không và SJ dò tìm mặt biển. Tiện nghi cho thủy thủ đoàn bao gồm điều hòa không khí, thực phẩm trữ lạnh, máy lọc nước, máy giặt và giường ngủ cho hầu hết mọi người, giúp họ chịu đựng cái nóng nhiệt đới tại Thái Bình Dương cùng những chuyến tuần tra kéo dài đến hai tháng rưỡi.
Barbel được đặt lườn tại xưởng tàu của hãng Electric Boat Company ở Groton, Connecticut vào ngày 11 tháng 3, 1943. Nó được hạ thủy vào ngày 14 tháng 11, 1943, được đỡ đầu bởi bà Harold A. Allen, và được cho nhập biên chế cùng Hải quân Hoa Kỳ vào ngày 3 tháng 4, 1944 dưới quyền chỉ huy của Hạm trưởng, Thiếu tá Hải quân Robert Allen Keating, Jr.

## Lịch sử hoạt động

### 1944
Sau khi hoàn tất việc chạy thử máy huấn luyện tại các vùng biển ngoài khơi New London, Connecticut và Newport, Rhode Island, Barbel lên đường đi Key West, Florida vào ngày 10 tháng 5, 1944, nơi nó phục vụ cho việc huấn luyện của Trường Sonar Hạm đội trong hai tuần lễ, rồi khởi hành đi sang vùng kênh đào Panama vào ngày 1 tháng 6, chuẩn bị để được điều động sang khu vực Mặt trận Thái Bình Dương. Nó băng qua kênh đào và đi đến Trân Châu Cảng vào ngày.

#### Chuyến tuần tra thứ nhất
Sau khi được bảo trì và huấn luyện tại khu vực quần đảo Hawaii, Barbel lên đường vào ngày 15 tháng 7 cho chuyến tuần tra đầu tiên, được tiếp thêm nhiên liệu tại Midway bốn ngày sau đó trước khi hướng sang khu vực tuần tra tại vùng biển quần đảo Ryūkyū. Nó phát hiện một tàu buôn được hai tàu hộ tống bảo vệ vào ngày 2 tháng 8, nhưng không thể tiếp cận mục tiêu do bị hai máy bay tuần tra đối phương giám sát chặt chẽ. Hai ngày sau đó, nó phóng một loạt ba quả ngư lôi tấn công một tàu buôn được ba tàu tuần tra hộ tống lúc 12 giờ 33 phút, nhưng đối thủ đổi hướng nên tất cả đều bị trượt; nó tiếp tục phóng ra quả ngư lôi thứ tư lúc 12 giờ 41 phút, đánh chìm được tàu buôn Miyaku Maru (970 tấn) tại tọa độ 27°36′B 128°54′Đ / 27,6°B 128,9°Đ. Các tàu hộ tống phản công với sáu quả mìn sâu được thả xuống nhưng không gây hư hại gì cho Barbel.
Chuyển sang tuần tra khu vực Tây Bắc Okinawa, Barbel phát hiện qua radar mục tiêu ở khoảng cách 16.500 thước Anh (15.100 m) vào chiều tối ngày 7 tháng 8. Nó phóng một loạt sáu quả ngư lôi và ghi nhận nhiều tiếng nổ, nhưng mục tiêu vẫn còn di chuyển được trên màn hình radar với tốc độ 7,5 hải lý trên giờ (13,9 km/h) ở khoảng 2.500 thước Anh (2.300 m). Barbel phóng bồi thêm bốn quả ngư lôi phía đuôi, đánh chìm được chiếc Sakura Maru số 11 tại tọa độ 27°36′B 121°46′Đ / 27,6°B 121,767°Đ. Ngay sau đó nó phát hiện qua radar một tàu buôn được hai tàu hộ tống bảo vệ, và nó tìm cách tiếp cận để tấn công, tuy nhiên sau một tiếng rưỡi nó không thể bắt kịp mục tiêu trong hoàn cảnh biển động mạnh và đối phương bất ngờ tăng tốc và đổi hướng.
Trong khi tuần tra tại vùng biển Philippine hai ngày sau đó, radar của Barbel phát hiện mục tiêu ở khoảng cách 25.000 thước Anh (23.000 m), bao gồm ba tàu buôn lớn được sáu tàu hộ tống trong đó có một tàu khu trục. Nó lần lượt phóng bốn quả ngư lôi nhắm vào một tàu buôn và thêm hai quả ngư lôi nhắm vào một tàu chở hành khách, rồi lặn xuống để ẩn nấp. Các tàu hộ tống đối phương phản công với bốn lượt mìn sâu trong nữa giờ tiếp theo, nhưng các chiếc tàu buôn  Yagi Maru (1.973 tấn) và Boko Maru (2.333 tấn) đều đã bị đắm. Chỉ còn lại bốn quả ngư lôi, Barbel từ bỏ việc tấn công những chiếc còn lại của đoàn tàu vận tải. Tuy nhiên ba máy bay tuần tra và một tàu khu trục tiếp tục truy tìm suốt khu vực trong nhiều giờ tiếp theo; và cho dù Barbel không bị phát hiện, nó không thể rời khỏi khu vực trong tình trạng điện trong ắc quy và oxy sắp cạn kiệt. Cuối cùng đối phương bỏ đi và Barbel trồi lên mặt nước sau gần 26 giờ lặn. 
Sau nữa đêm ngày 13 tháng 8, Barbel lại phát hiện qua radar hai mục tiêu. Nó tiếp cận trên mặt biển, nhưng thay vì tấn công bằng hải pháo, nó phóng nốt bốn quả ngư lôi còn lại, đánh trúng tàu phụ trợ Koan Maru khiến mục tiêu nổ tung và đắm nhanh chóng tại tọa độ 28°31′B 129°18′Đ / 28,517°B 129,3°Đ. Chiếc tàu ngầm rời khu vực tuần tra để quay trở về căn cứ tại Majuro thuộc quần đảo Marshall, đến nơi vào ngày 21 tháng 8, và được tái trang bị cặp bên mạn tàu tiếp liệu tàu ngầm Bushnell (AS-15).

#### Chuyến tuần tra thứ hai
Khởi hành vào ngày 13 tháng 9, Barbel tuần tra tại khu vực quần đảo Bonin cho đến ngày 21 tháng 9, khi nó chuyển sang tuần tra về phía Đông Bắc quần đảo Amami Ōshima. Vào ngày 25 tháng 9, nó phát hiện hai tàu buôn được hai tàu hộ tống bảo vệ lúc 16 giờ 00, và theo dõi mục tiêu mãi cho đến 21 giờ 56 phút, khi nó phóng ra một loạt sáu quả ngư lôi. Cho dù một quả ngư lôi đã kích nổ sớm ngay khi vừa phóng ra làm chấn động mạnh chiếc tàu ngầm, các quả ngư lôi còn lại đã đánh chìm chiếc Bushu Maru (1.222 tấn) tại tọa độ 29°46′B 129°40′Đ / 29,767°B 129,667°Đ. Sau đó nó mở rậng phạm vi tuần tra sang khu vực giữa quần đảo Ryūkyū và Đài Loan, và tiến hành trinh sát hình ảnh một trạm radar trên bờ biển Tây Bắc đảo Kumejima cùng một căn cứ máy bay tiêm kích tại bờ biển Đông Bắc vào xế trưa ngày 4 tháng 10.
Vào sáng sớm ngày 13 tháng 10, Barbel phát hiện một đoàn tàu ở khoảng cách 24.000 thước Anh (22.000 m), bao gồm năm tàu buôn được bốn tàu hộ tống bảo vệ. Sáu quả ngư lôi phía mũi nhắm vào đối phương đều bị trượt khi đoàn tàu đối phương bất ngờ đổi hướng, nhưng các quả ngư lôi phía đuôi phóng ra sau đó đã gây hư hại cho một tàu chở dầu khoảng 10.000 tấn và đánh chìm một tàu khu trục không rõ định danh khoảng 1.500 tấn. Chiếc tàu ngầm tiếp tục theo dõi những tàu còn lại cho đến nữa đêm, nhưng không có cơ hội tấn công, và cuối cùng mất dấu đối phương. Đến ngày 15 tháng 10, nó chuyển sang tuần tra phía Đông Bắc Amami Ōshima, và bốn ngày sau đó đã phát hiện một tàu chiến Nhật Bản, nhưng bốn quả ngư lôi phóng ra từ phía mũi đều bị trượt.
Với tất cả số ngư lôi mang theo đã sử dụng hết, Barbel rời khu vực tuần tra để quay trở về căn cứ Midway. Nó hẹn gặp gỡ tàu ngầm Salmon (SS-182) vào ngày 20 tháng 10 để đưa một sĩ quan mắc bệnh trong chuyến tuần tra quay trở về căn cứ tại Saipan. Đang khi vẫn còn trong vùng biển Philippines, nó đụng độ với một tàu ngầm Nhật Bản, nhưng vì không còn ngư lôi, nó quyết định áp sát để tấn công bằng hải pháo. Tuy nhiên do đối phương lặn xuống dưới nước mất dấu, nó phải từ bỏ cuộc săn đuổi và tiếp tục hành trình. Sau khi về đến Tanapag Harbor, Saipan vào ngày 24 tháng 10, nó được tái trang bị và bảo trì cặp bên mạn tàu tiếp liệu tàu ngầm  Holland (AS-3).

#### Chuyến tuần tra thứ ba
Lên đường vào ngày 30 tháng 10 cho chuyến tuần tra thứ ba, Barbel hướng sang khu vực vịnh Luzon, Philippines, đi đến khu vực tuần tra tại vùng phụ cận bãi Macclesfield tại biển Đông vào ngày 6 tháng 11. Nó bắt gặp một đoàn tàu vận tải đối phương vào ngày 14 tháng 11, và phóng một loạt sáu quả ngư lôi lúc 22 giờ 10 phút, hai quả trúng đích đã đánh chìm được tàu chở hàng Misaki Maru (4.422 tấn). Hai tàu hộ tống đã phản công quyết liệt bằng mìn sâu và hải pháo, nhưng rõ ràng chúng không xác định được vị trí chiếc tàu ngầm. Sau khi nạp lại ngư lôi, nó tiếp tục tấn công đoàn tàu lúc 02 giờ 15 phút ngày hôm sau 15 tháng 11; bốn quả ngư lôi phóng từ phía đuôi tiếp tục đánh trúng tàu buôn Sugiyama Maru (4.379 tấn) khiến mục tiêu vỡ làm đôi và đắm ở vị trí khoảng 217 hải lý (402 km) về phía Đông Nha Trang, tại tọa độ 15°15′B 112°10′Đ / 15,25°B 112,167°Đ. Đến sáng ngày 26 tháng 11, nó phát hiện mục tiêu qua radar là một tàu khu trục, nhưng khi tiếp cận để tấn công một loạt sáu quả ngư lôi phóng ở khoảng cách 3.020 thước Anh (2.760 m) đã bị trượt. Nó kết thúc chuyến tuần tra khi về đến căn cứ Fremantle, Australia vào ngày 7 tháng 12.

### 1945

#### Chuyến tuần tra thứ tư
Barbel rời Fremantle vào ngày 5 tháng 1, 1945 cho chuyến tuần tra thứ tư, cũng là chuyến cuối cùng, tại khu vực biển Đông ngang qua các eo biển Lombok và Karimata trong biển Java. Vào ngày 13 tháng 1, nó được lệnh gia nhập một đội tấn công phối hợp "Bầy sói" vốn bao gồm các tàu ngầm Bluegill (SS-242) và Bream (SS-243) để tuần tra lối tiếp cận phía Tây eo biển Balabac. Đến ngày 27 tháng 1, nó được lệnh gia nhập "Bầy sói" bao gồm các tàu ngầm Perch (SS-313) và Gabilan (SS-252) để tuần tra lối tiếp cận phía Nam eo biển Palawan. Vào ngày 3 tháng 2, nó gửi một bức điện cho biết nhiều lần bị máy bay tuần tra tra đối phương phát hiện, và đã ba lần bị chúng ném mìn sâu tấn công. Sau đó con tàu hoàn toàn mất liên lạc.
Tài liệu thu được từ Hải quân Đế quốc Nhật Bản sau chiến tranh cho biết một máy bay tuần tra đã phát hiện một tàu ngầm Hoa Kỳ về phía Tây Nam Palawan, Philippines vào ngày 4 tháng 2, và đã ném hai quả bom tấn công. Một quả bom đánh trúng gần tháp chỉ huy khiến con tàu bốc cháy và đắm tại tọa độ 7°49′B 116°47′Đ / 7,817°B 116,783°Đ. Phía Hoa Kỳ tin rằng đó chính là Barbel; nó chính thức được xem là bị mất trong chiến đấu vào ngày 16 tháng 2, 1945, và tên nó được cho rút khỏi danh sách Đăng bạ Hải quân vào ngày 30 tháng 3, 1945.

## Phần thưởng
Barbel được tặng thưởng ba Ngôi sao Chiến trận do thành tích phục vụ trong Thế Chiến II. Nó được ghi công đã đánh chìm sáu tàu Nhật Bản với tổng tải trọng 15.263 tấn.
|  |                                         |  |
|  | Bronze star · Bronze star · Bronze star |  |

| Dãi băng Hoạt động Tác chiến  |                                                                         |                                      |
| Huân chương Chiến dịch Hoa Kỳ | Huân chương Chiến dịch Châu Á-Thái Bình Dương với 3 Ngôi sao Chiến trận | Huân chương Chiến thắng Thế Chiến II |